# Ucz się walczyć
„Ucz się walczyć” – czasopismo Wydziału Propagandy Zarządu Polityczno-Wychowawczego 1 Armii Wojska Polskiego. Jego pierwszy numer ukazał się w październiku 1944.